# Tenebroides fuscus
Tenebroides fuscus ist ein Käfer aus der Familie der Jagdkäfer (Trogossitidae). Der Trivialname „Brauner Finsterkäfer“ ist kaum in Gebrauch.

## Merkmale
Die Käfer werden 6 bis 10 Millimeter lang. Der gesamte Körper ist für das Leben unter Rinde stark abgeflacht. Ihr Kopf, der Halsschild und die Deckflügel sind meist schwarz, seltener braun. Kopf und Halsschild haben eine stark glänzende, glatte Oberfläche, auf der einstichartige Punkte verteilt sind. Auf den Flügeldecken verlaufen Längsrippen. Die Fühler sind kurz und sind nicht abgesetzt keulenartig verbreitert.

### Ähnliche Arten
- Schwarzer Getreidenager (Tenebroides mauritanicus)

## Vorkommen
Die Tiere sind paläarktisch verbreitet. In Mitteleuropa kommen sie überall vor, sind aber selten.

## Lebensweise
Die Tiere leben unter der Rinde von abgestorbenen Bäumen.

## Gefährdung und Schutz
In der Roten Liste gefährdeter Tiere Deutschlands wird die Art als 2 (stark gefährdet) gelistet.